# سافا أرانجيل
سافا-أرانجيل تشيستي (بالإنجليزية: Sava-Arangel Čestić)‏ هو لاعب كرة قدم صربي يلعب في مركز المدافع مع نادب بوندسليغا. 